# Бад-Бірнбах
Бад-Бірнбах (нім. Bad Birnbach) — громада в Німеччині, розташована в землі Баварія. Підпорядковується адміністративному округу Нижня Баварія. Входить до складу району Ротталь-Інн. Центр об'єднання громад Бад-Бірнбах.
Площа — 68,81 км2. Населення становить 5842 ос. (станом на 31 грудня 2020).

## Галерея

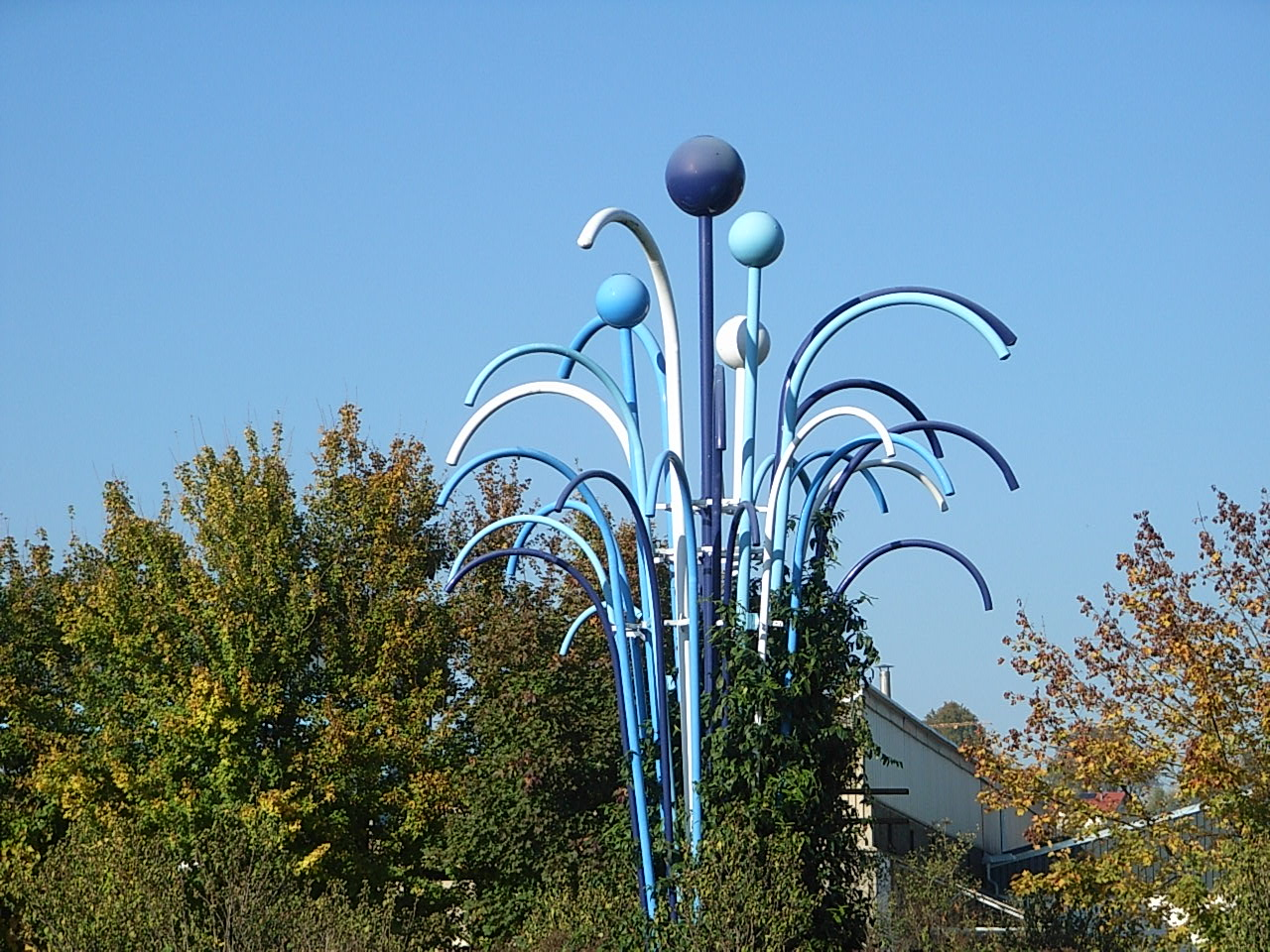